# Vado Football Club 1928-1929
Questa voce raccoglie le informazioni riguardanti il Vado Football Club nelle competizioni ufficiali della stagione 1928-1929.

## Rosa
| N. |                   | Ruolo | Calciatore        |
| -- | ----------------- | ----- | ----------------- |
|    | Italia (bandiera) | A     | Bacigalupo (I)    |
|    | Italia (bandiera) | A     | Bacigalupo (II)   |
|    | Italia (bandiera) | A     | Bacigalupo (IV)   |
|    | Italia (bandiera) | C     | Aldo Basso        |
|    | Italia (bandiera) | D     | Vincenzo Bonfanti |
|    | Italia (bandiera) | D     | Deferrari         |
|    | Italia (bandiera) | C     | De Lucis          |

| N. |                   | Ruolo | Calciatore        |
| -- | ----------------- | ----- | ----------------- |
|    | Italia (bandiera) | D     | Ferrara           |
|    | Italia (bandiera) | D     | Giuseppe Frumento |
|    | Italia (bandiera) | P     | Oliva             |
|    | Italia (bandiera) | A     | Romolo Petteruti  |
|    | Italia (bandiera) | D     | Vittorio Pollaro  |
|    | Italia (bandiera) | D     | Lido Tartarini    |